# 다키가에리 계곡

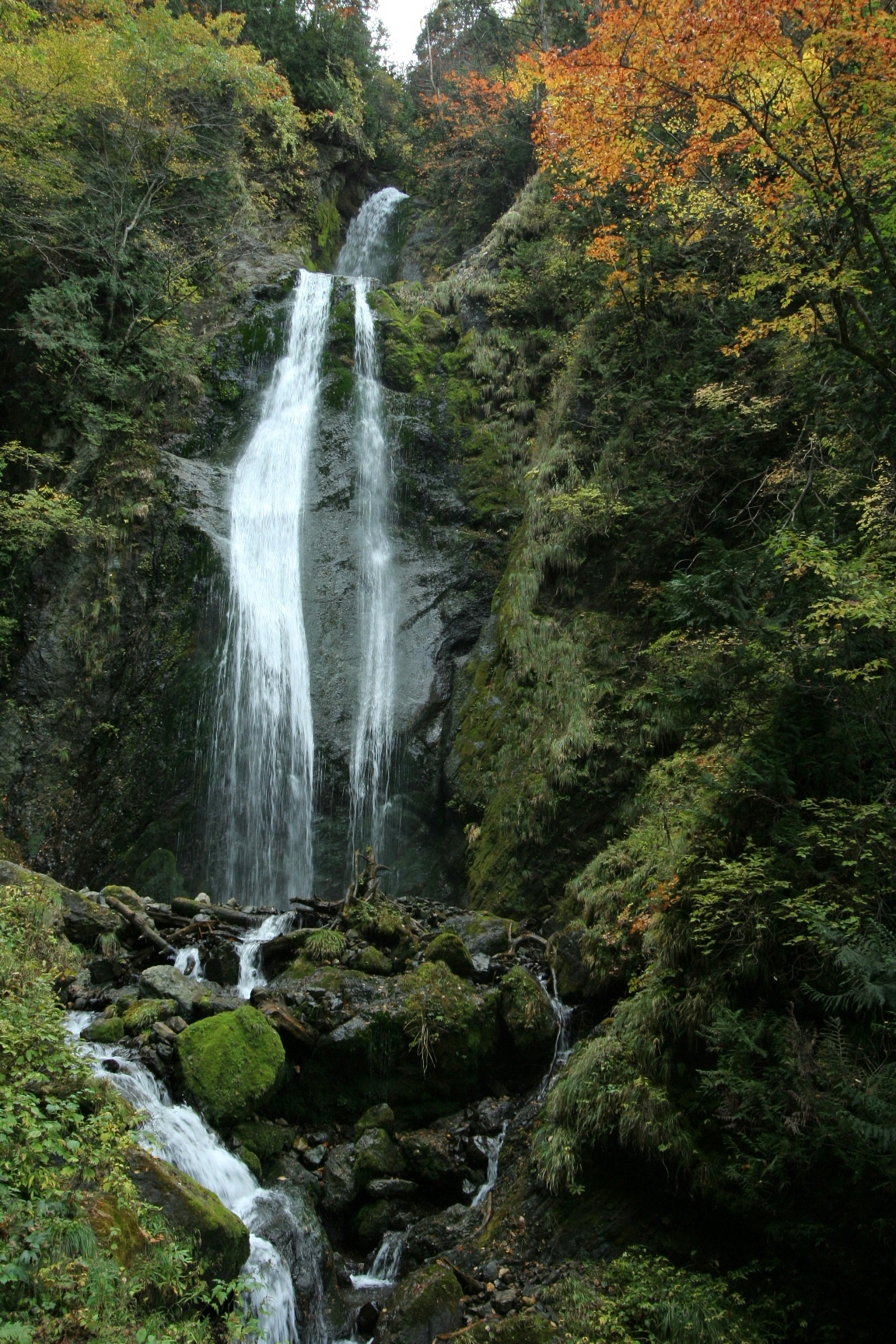
다키가에리 계곡

다키가에리 계곡(일본어: 抱返り渓谷, だきがえりけいこく 다키가에리 게이코쿠[*])은 일본 아키타현 센보쿠시에 있는 계곡이다. 오모노 강의 지류인 다마가와 강 중류에 위치해 있으며, 전체 길이는 약 10kmは이다. 다자와코다키가에리 현립 자연공원의 일부이다. 상류에는 가미시로 댐이 위치해 있다.
다자와호의 남쪽에 있으며, 하류에는 가쿠노다테가 위치해 있다. 특히 단풍으로 유명하다.

## 같이 보기
- 와가 산괴 - 아키타 현과 이와테 현의 남쪽 경계에 있는 산괴이다.